# 出しちゃいました。
『出しちゃいました。』（だしちゃいました）は、白石稔の1作目のミニアルバム。2011年2月9日にLantisから発売された。

## 概要
歌手活動デビュー作品。また、以前『白石みのるの男のララバイ』というアルバムをリリースしたが、こちらはテレビアニメ『らき☆すた』に登場したキャラクターの「白石みのる」名義であった。
アルバムの内容は、全体的に80年代から90年代の音楽に影響を受けている楽曲となっていて、主にCHAGE&ASKA、徳永英明、B'z、久保田利伸といったアーティストの影響が色濃く滲み込んでいるとのこと。
収録されている楽曲の作詞、作曲は全て白石自身が手掛けており、白石は「自分が役者というのもあって、詞を聴かせられる曲にしたい」と語っている。
1トラック目に収録されている「ガチでいこうぜ!」は、自身のラジオ番組である『白石稔のガチ無知ラジオ』の第9回からのオープニングテーマとして使用された。
2トラック目と3トラック目の「フ・シ・ダ・ラ・ミ・ダ・ラ」と「そのままで」は、ラジオ『喰霊‐零‐ 超自然災害ラジオ対策室』で自身が同ラジオのパーソナリティの茅原実里の2008年の誕生日の放送回で茅原に送った「みのりんのテーマ」のアレンジバージョンとなっており、楽曲のイメージは白石曰く、「フ・シ・ダ・ラ・ミ・ダ・ラ」（普通バージョン）は茅原の好きなアーティストであるB'zをイメージした曲、「そのままで」（第2バージョン）はレミオロメンとスキマスイッチを足して2で割ったような曲となっているとのこと。また、「みのりんのテーマ」の2曲が本作に収録されることは、白石自身の2010年12月31日のTwitterアカウントにて公表された。
アルバムジャケットの前半分しか無い衣服は漫画「おぼっちゃまくん」の貧保耐三（貧ぼっちゃま）のパロディである。

## 収録曲
全作詞・作曲：白石稔
1. ガチでいこうぜ!
編曲：鈴木マサキ
2. フ・シ・ダ・ラ・ミ・ダ・ラ
編曲：鈴木マサキ
3. そのままで
編曲：三宅博文
4. SCARS
編曲：高田暁
5. So Sweet
編曲：菊谷知樹
6. 明日を迎えに行こう
編曲：菊谷知樹
7. 逃避
編曲：鈴木マサキ

## タイアップ
| 曲名            | タイアップ                                            |
| --------------- | ----------------------------------------------------- |
| ガチでいこうぜ! | WEBラジオ『白石稔のガチ無知ラジオ』オープニングテーマ |